# شاريبوفو
شاريبوفو (بالروسية: Шарыпово) هي إحدى مدن روسيا في الكيان الفدرالي الروسي كراسنويارسك كراي.
يبلغ عدد سكانها 38,561 نسمة (حسب إحصاء عام 2010).